# IMIDRO
IMIDRO, de Iranian Mines & Mining Industries Development & Renovation Organization, is een Iraanse organisatie van acht grote bedrijven met 34 divisies die actief zijn in de mijnbouw en metaalproductie. Het is een staatsbedrijf dat onder het Iraanse Ministerie van Industrie en Mijnen valt. Een aantal onderdelen werden na 2006 geprivatiseerd om schulden af te lossen. De meeste Iraanse mijnbouwbedrijven maken deel uit van de groep, die in 2001 werd opgericht door de Iraanse overheid om de economie te diversifieren van de olie-export. Iran bezit grote hoeveelheden delfstoffen die steeds meer worden geëxploiteerd. IMIDRO trekt hiervoor ook buitenlandse investeringen en kennis aan uit Europa en Azië.
IMIDRO is de tweede grootste exporteur van Iran en de op zeventien na grootste staalproducent ter wereld met een productie van bijna negentien miljoen ton in 2020.

## Onderdelen
- IMPASCO (Iran Minerals Production and Supply Company): mijnbouwbedrijf
- NISCO (National Iranian Steel Company): staalproducent
- MSC (Mobarakeh Steel Company): staalproducent
- IRITEC (Iran International Engineering Company): ontwerpt installaties voor mijnbouw en olie- en gasproductie
- PG(MI)SEZ (Persian Gulf Mining and Metal Industries Special Economic Zone): staal- en aluminiumproducent
- IMPRC (Iran Mineral Processing Research Center): onderzoek en ontwikkeling naar de productieprocessen in de mijnbouw en metaalproductie
- AHAC (Almahdi Aluminium Company): aluminiumproducent
- IRASCO: Italiaans metaalproducent en mijnbouwbedrijf